# Max Porter
Max Porter (High Wycombe, 1981) è uno scrittore britannico.

## Biografia
Nato nel 1981 a High Wycombe, vive e lavora a Londra.
Dopo aver conseguito un M.A. in storia dell'arte al Courtauld Institute of Art ha lavorato in una libreria ed è stato direttore editoriale della rivista Granta.
Nel 2015 ha esordito nella narrativa con il romanzo Il dolore è una cosa con le piume grazie al quale si è aggiudicato la decima edizione del Premio Dylan Thomas l'anno successivo.
Con il secondo romanzo, Lanny, è entrato nella longlist del Booker Prize.

## Opere

### Romanzi
- Il dolore è una cosa con le piume (Grief is the Thing with Feathers, 2015), Parma, Guanda, 2016 traduzione di Silvia Piraccini ISBN 978-88-235-1548-2.
- Lanny (2019), Palermo, Sellerio, 2021 traduzione di Marco Rossari ISBN 978-88-389-4168-9.
- The Death of Francis Bacon (2021)

## Premi e riconoscimenti
- Premio Dylan Thomas: 2016 vincitore con Il dolore è una cosa con le piume
- Booker Prize: 2019 nella longlist con Lanny

## Ascendenza
|               |                      |                                | Genitori                |  |  | Nonni |  |  | Bisnonni |  |  | Trisnonni |  |
|               |                      |                                |                         |  |  |       |  |  | …        |  |  | …         |  |
|               |                      |                                |                         |  |  |       |  |  | …        |  |  | …         |  |
|               |                      | …                              |                         |  |  |       |  |  | …        |  |  |           |  |
| …             |                      |                                |                         |  |  |       |  |  | …        |  |  |           |  |
|               |                      | …                              | …                       |  |  |       |  |  |          |  |  |           |  |
|               |                      | …                              | …                       |  |  |       |  |  |          |  |  |           |  |
|               |                      | …                              | …                       |  |  |       |  |  |          |  |  |           |  |
| John Porter   |                      | …                              |                         |  |  |       |  |  |          |  |  |           |  |
|               |                      | …                              | …                       |  |  |       |  |  |          |  |  |           |  |
|               |                      | …                              | …                       |  |  |       |  |  |          |  |  |           |  |
|               |                      | …                              | …                       |  |  |       |  |  |          |  |  |           |  |
| …             |                      | …                              |                         |  |  |       |  |  |          |  |  |           |  |
|               |                      | …                              | …                       |  |  |       |  |  |          |  |  |           |  |
|               |                      | …                              | …                       |  |  |       |  |  |          |  |  |           |  |
|               |                      | …                              | …                       |  |  |       |  |  |          |  |  |           |  |
| Max Porter    |                      | …                              |                         |  |  |       |  |  |          |  |  |           |  |
|               | Gerald Arthur Millar | Charles Christian Hoyer Millar |                         |  |  |       |  |  |          |  |  |           |  |
|               | Gerald Arthur Millar | Charles Christian Hoyer Millar |                         |  |  |       |  |  |          |  |  |           |  |
|               | Gerald Arthur Millar | Beatrix du Maurier             |                         |  |  |       |  |  |          |  |  |           |  |
| Oliver Millar | Gerald Arthur Millar |                                |                         |  |  |       |  |  |          |  |  |           |  |
|               |                      | Ruth Cock                      | Charles Hornblower Cock |  |  |       |  |  |          |  |  |           |  |
|               |                      | Ruth Cock                      | Charles Hornblower Cock |  |  |       |  |  |          |  |  |           |  |
|               |                      | Ruth Cock                      | …                       |  |  |       |  |  |          |  |  |           |  |
| Lucy Millar   |                      | Ruth Cock                      |                         |  |  |       |  |  |          |  |  |           |  |
|               |                      | Cuthbert Dawnay                | Eustace Henry Dawnay    |  |  |       |  |  |          |  |  |           |  |
|               |                      | Cuthbert Dawnay                | Eustace Henry Dawnay    |  |  |       |  |  |          |  |  |           |  |
|               |                      | Cuthbert Dawnay                | Evelyn Capell           |  |  |       |  |  |          |  |  |           |  |
| Delia Dawnay  |                      | Cuthbert Dawnay                |                         |  |  |       |  |  |          |  |  |           |  |
|               |                      | Marjorie Kathleen Loder        | Reginald Bernhard Loder |  |  |       |  |  |          |  |  |           |  |
|               |                      | Marjorie Kathleen Loder        | Reginald Bernhard Loder |  |  |       |  |  |          |  |  |           |  |
|               |                      | Marjorie Kathleen Loder        | Margaret Hare           |  |  |       |  |  |          |  |  |           |  |
|               |                      | Marjorie Kathleen Loder        |                         |  |  |       |  |  |          |  |  |           |  |